# Скуола ди Сан-Джорджо-дельи-Скьявони

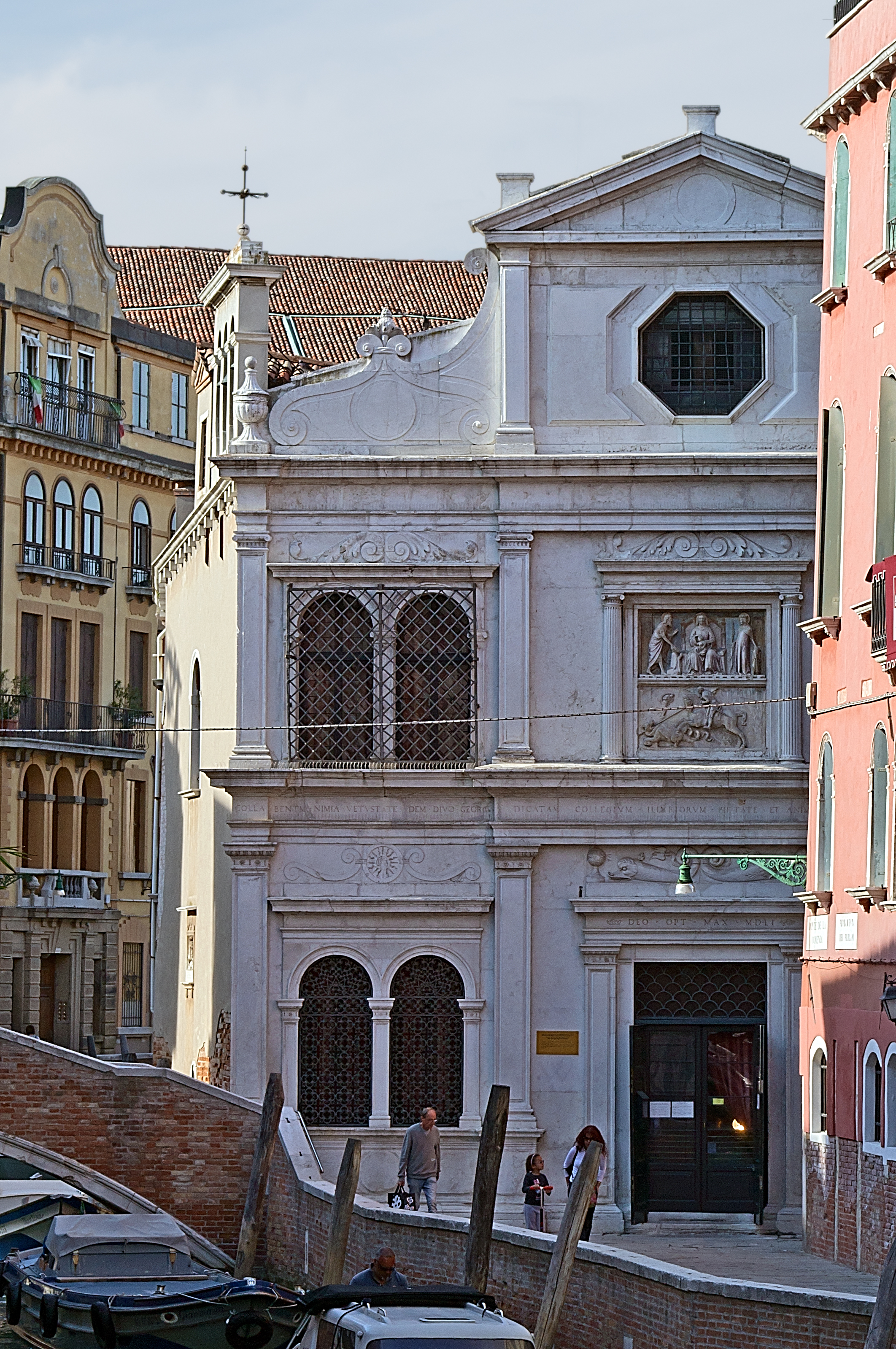
Скуола ди Сан-Джорджио-дельи-Скьявони

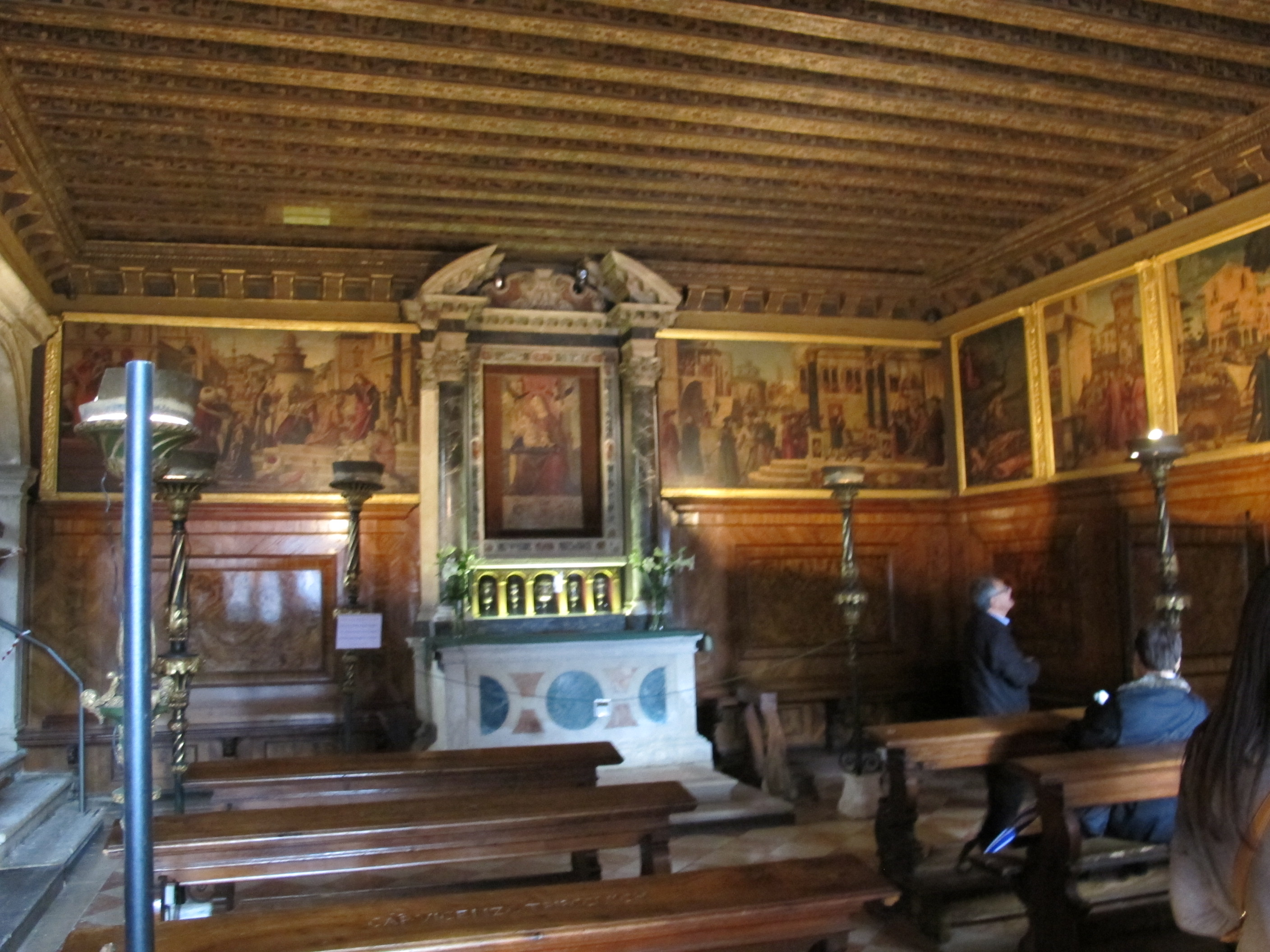
Интерьер нижнего зала

Скуола ди Сан-Джорджо-дельи-Скьявони (итал. La Scuola Dàlmata dei Santi Giorgio e Trifone — Далматинская скуола Святых Георгия и Трифона), также называемая «Скуолой Сан-Джорджо- дельи-Скьявони» (итал. La Scuola di San Giorgio degli Schiavoni — Скуола Святого Георгия Славян), — малая скуола (благотворительная организация мирян при монашеском братстве), расположенная в районе Кастелло, Венеция. Учреждение было основано в 1451 году для помощи далматинцам, проживающим в Венеции или проезжающим через город.
В отличие от других венецианских скуол она носит национальный характер и является одной из двух — вместе со Скуолой Гранде-ди-Сан-Рокко — которая сохранила непрерывную деятельность до наших дней. Её интерьер украшен рядом значительных произведений изобразительного искусства, в том числе знаменитым циклом картин Витторе Карпаччо.

## История

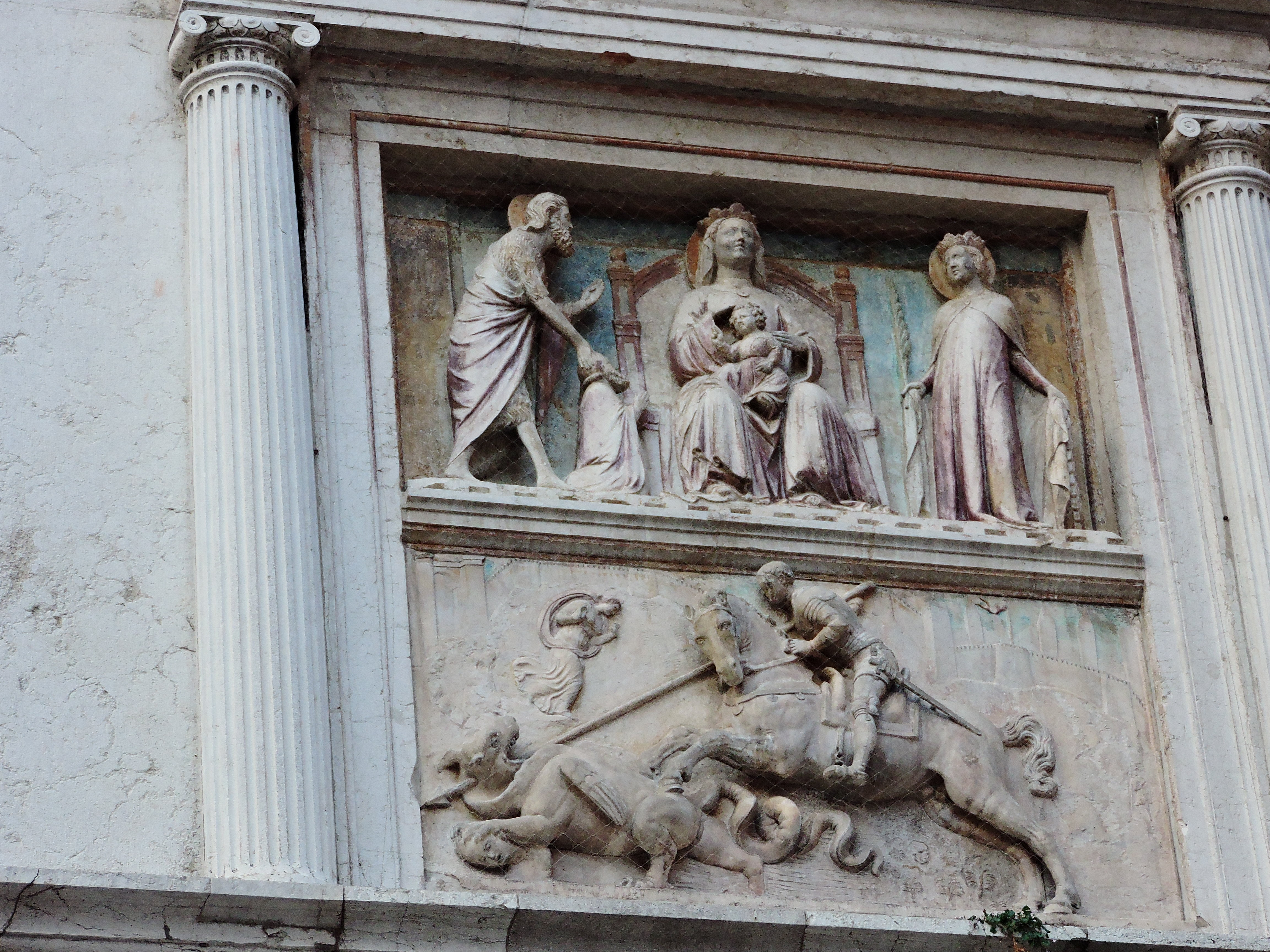
Барельефы фасада: «Святой Георгий, убивающий дракона» и «Мадонна на троне с Иоанном Крестителем и святой Екатериной Александрийской». 1552

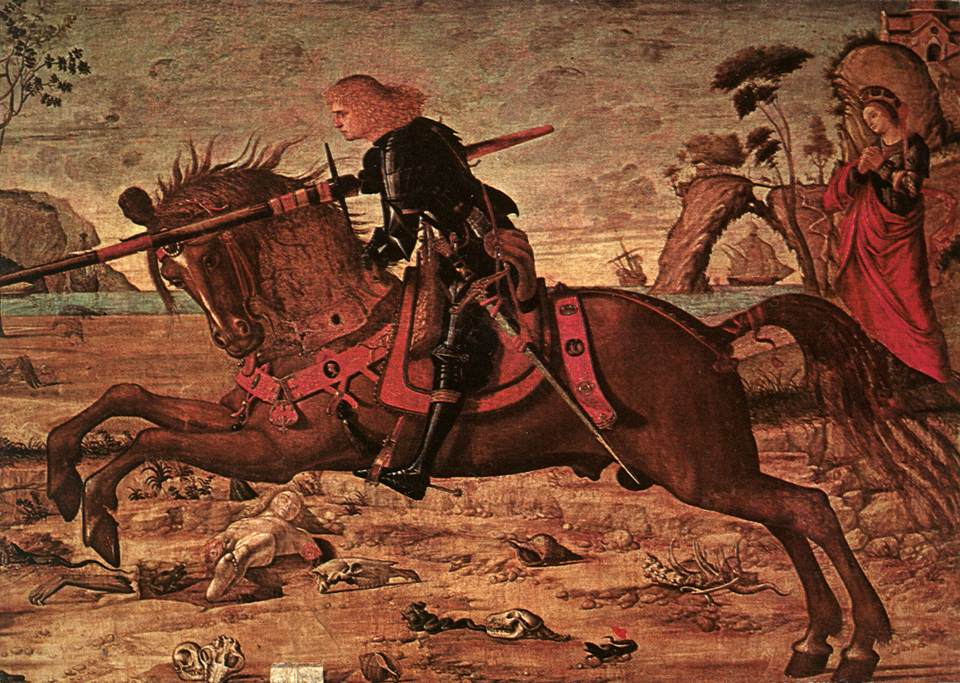
В. Карпаччо. Святой Георгий и дракон. Деталь. 1502. Холст, темпера

С раннего средневековья у Венеции были интенсивные связи с Далмацией, а с 1409 года вся эта область оказалась под властью Венеции. В городе была большая община славян, потомков переселенцев с восточного берега Адриатики, в основном моряков, торговцев и ремесленников. Здесь их называли словом «скьявоне» (итал. Schiavone — «раб, невольник»).
24 марта 1451 года двести далматинцев, проживавших в Венеции, собрались в помещении Оспедале Санта-Катерина (Ospedale di Santa Caterina), принадлежавшей «братству мальтийских иерусалимцев», в районе Кастелло, чтобы приступить к выборам лиц, отвечающих за руководство братством с целью получения разрешения и гражданского признания от Совета десяти.
Далматинцы образовали собственное братство, чтобы объединить соотечественников и помогать нуждающимся. Его устав (Mariegola) был одобрен Советом десяти в 1451 году. В 1451 году братство насчитывало около двухсот членов, мужчин и женщин.
Помещение, где состоялось первое собрание, на протяжении долгого времени существования братства было постоянное резиденцией, её часто посещали как местные далматинцы, так и проезжие, в основном рабочие и моряки. Покровителями далматинской общины были святой Георгий, святой Трифон и святой Иероним Стридонский, к которым 24 апреля 1502 года был добавлен святой Матфей, когда братство с торжественной церемонией приняло одну из его реликвий, подаренную Паоло Валарессо, командующим венецианскими крепостями Модон и Корона в Морее, которые пали под натиском турок-османов в 1499 году.
В 1464 году греческий кардинал Виссарион Никейский, папский легат в Венеции, предоставил индульгенцию (частичное освобождение от наказания в чистилище) любому, кто принимал участие в пяти службах братства, включая празднование дня трёх его святых покровителей. Вторую индульгенцию братство получило в 1480 году от Сикста IV в благодарность за помощь в защите Родоса от турок. Ещё одну папскую индульгенцию даровал братству папский легат Анджело Леонино .
Между 1502 и 1507 годами община на собственные средства построила н
ынешнее здание, используя проект Джованни Де Дзана (итал. Giovanni De Zan), создавшего фасад в стиле Якопо Сансовино. Именно для этого места Витторе Карпаччо написал цикл картин с «Историями святых покровителей братства», которые до настоящего времени можно увидеть в нижней комнате Скуолы. Помимо знаменитого живописного цикла Карпаччо, на протяжении веков помещения пополнялись другими картинами и многими произведениями искусства..
Скуола была одним из редких религиозных учреждений, которым в начале XIX века, вопреки указу о наполеоновских репарациях, удалось сохранить своё художественное наследие на своем месте нетронутым . Скуола не была закрыта и продолжает действовать в наше время.

## Архитектура и произведения искусства
Здание имеет характерный облик архитектуры «венецианского ренессанса» с типичными для Венеции двойными зарешёченными окнами, разделёнными колонками, но объединёнными общими наличниками, ордерными пилястрами и простыми карнизами. К боковому фасаду пристроена небольшая кампанила (колокольня) находящейся внутри капеллы.
На фасаде над входом в здание можно увидеть барельеф «Святой Георгий, убивающий дракона» работы Пьетро ди Сало (1552), а над ним — «Мадонна на троне с Иоанном Крестителем и святой Екатериной Александрийской» работы неизвестного скульптора, оставшийся здесь с той поры, когда в здании была больница (Оспедале).
Комната на верхнем этаже, или Зал Альберго (итал. albergo — Зал приезжих), небольшая по размеру, характерна деревянным потолком с живописным декором работы Бастиана де Мурана и размещением вдоль стен различных картин. В ней также есть алтарь святых покровителей Скуолы: два позолоченных престола — Сан-Джироламо и Сан-Трифоне.
Прямоугольное в плане и небольшое по размеру помещение нижнего этажа было реконструировано в середине XVI века, когда там были размещены картины Витторе Карпаччо, ранее находившиеся на верхнем этаже. Живописный цикл включает следующие картины:
- Моление в Гефсиманском саду
- Призвание апостола Матфея
- Святой Иероним и лев в монастыре
- Похороны святого Иеронима
- Видение святого Августина
- Битва святого Георгия с драконом
- Триумф святого Георгия
- Крещение селенитов
- Святой Трифон изгоняет беса из дочери императора Гордиана[12]

В центре дальней стены нижнего зала расположен алтарь с колоннами из чёрного мрамора. Над алтарём находится алтарный образ «Мадонна на троне с Младенцем и ангелами», произведение, которое одни историки приписывают Бенедетто Карпаччо, другие — отцу Витторе Карпаччо. На противоположной стене — картина «Воскресший Христос», приписываемая школе Пальмы Младшего.

Картины Витторе Карпаччо
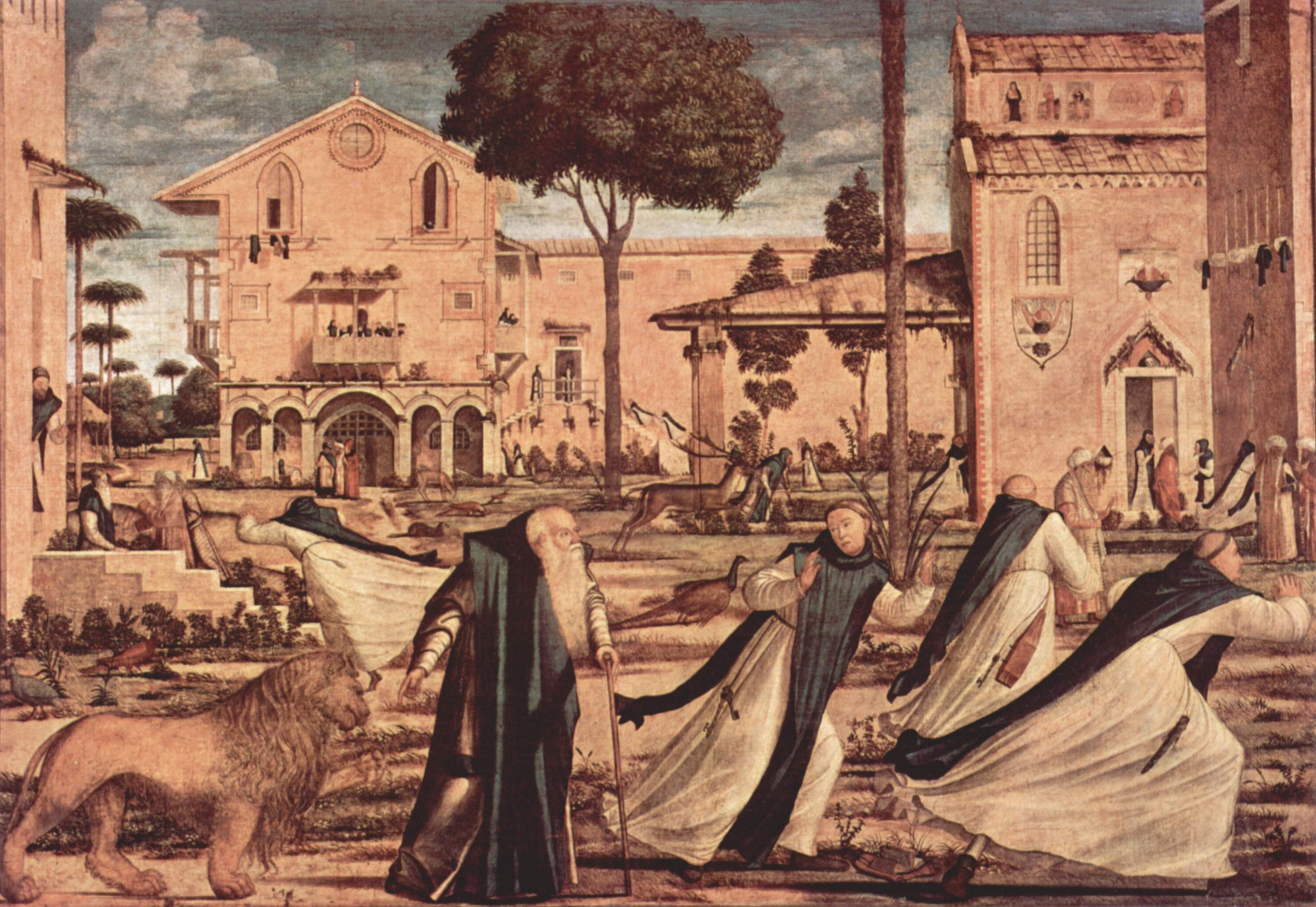
Святой Иероним и лев в монастыре
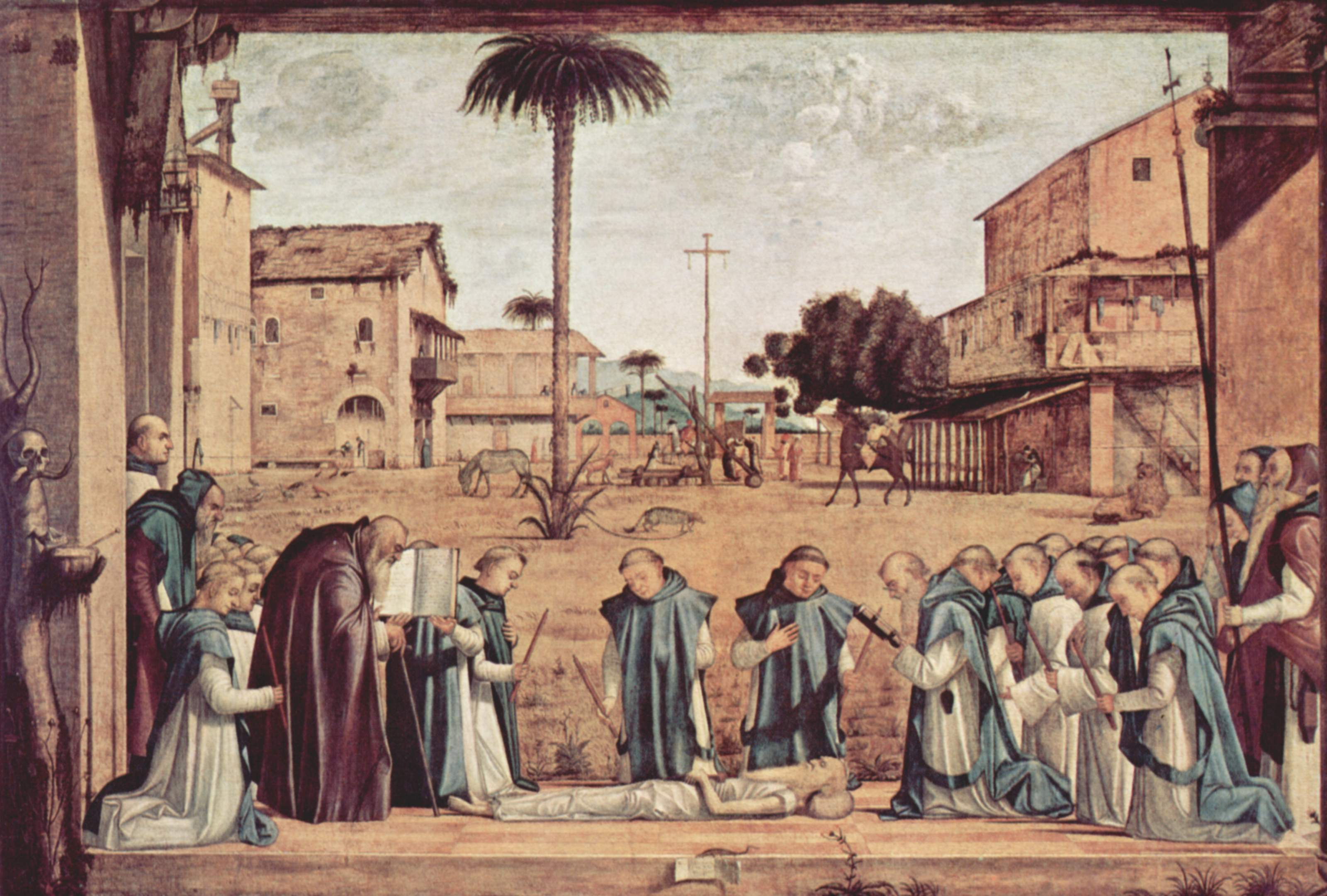
Похороны святого Иеронима
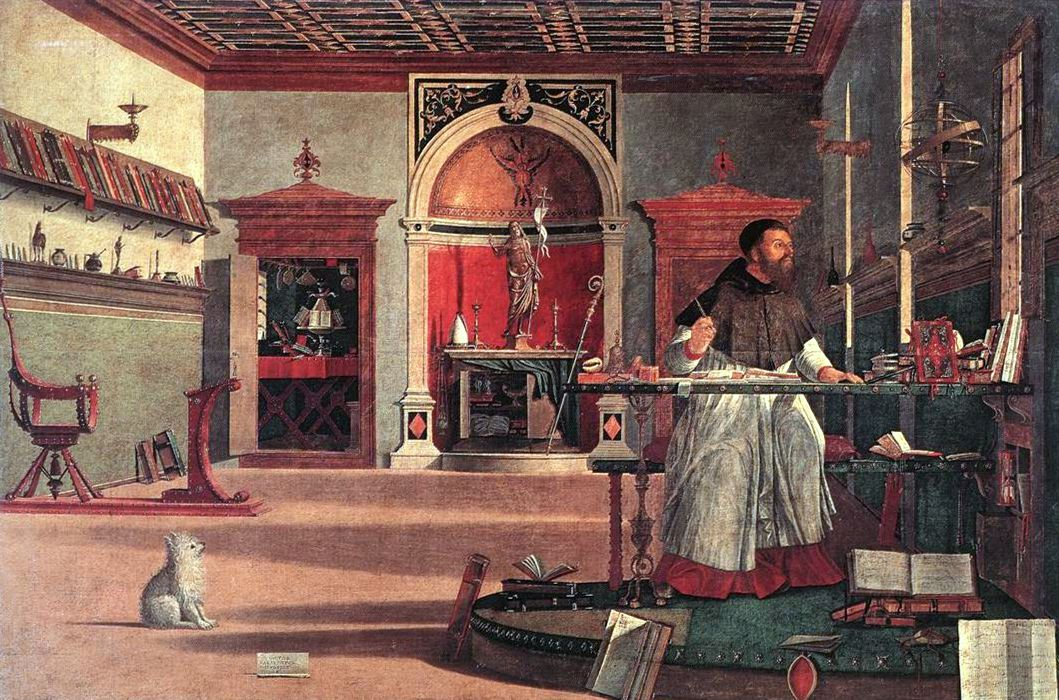
Видение святого Августина
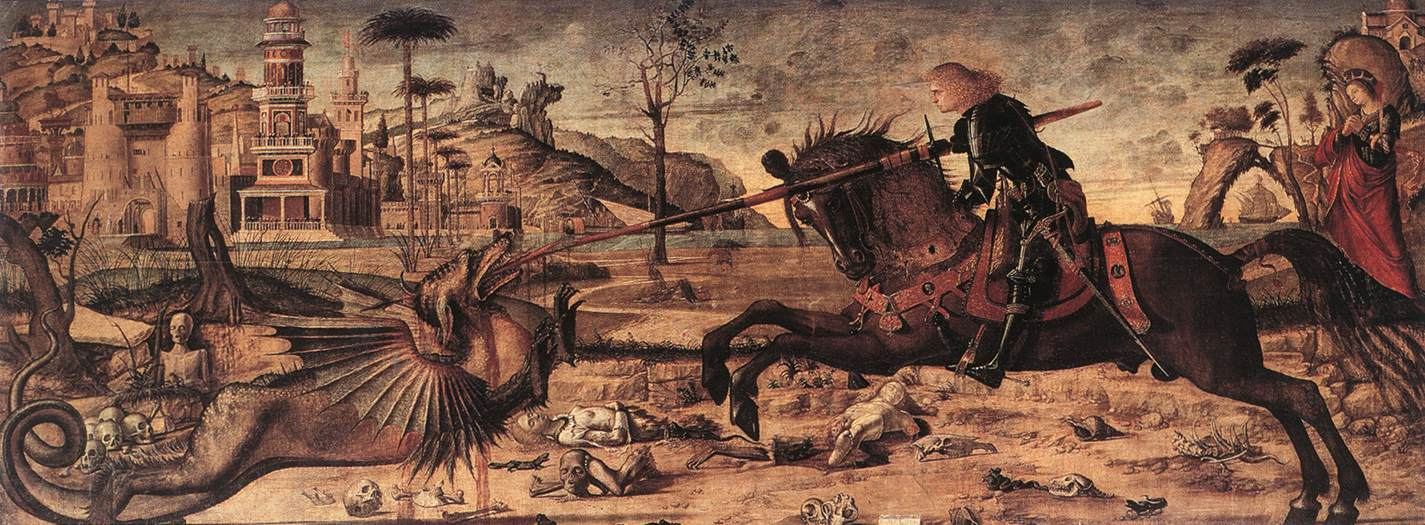
Битва святого Георгия с драконом
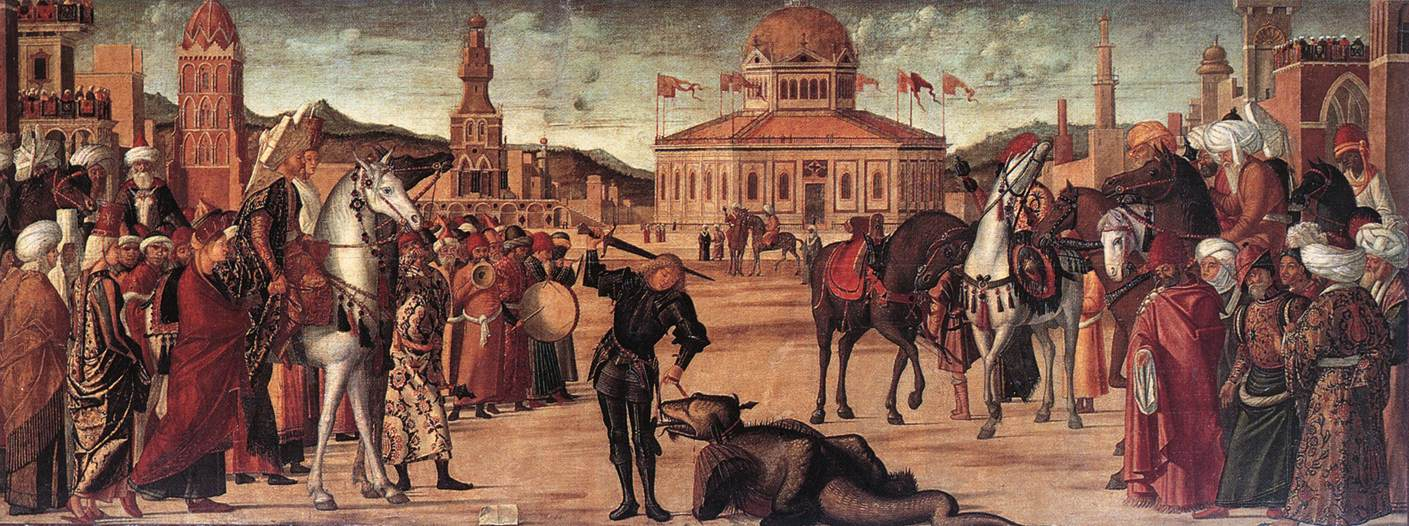
Триумф святого Георгия
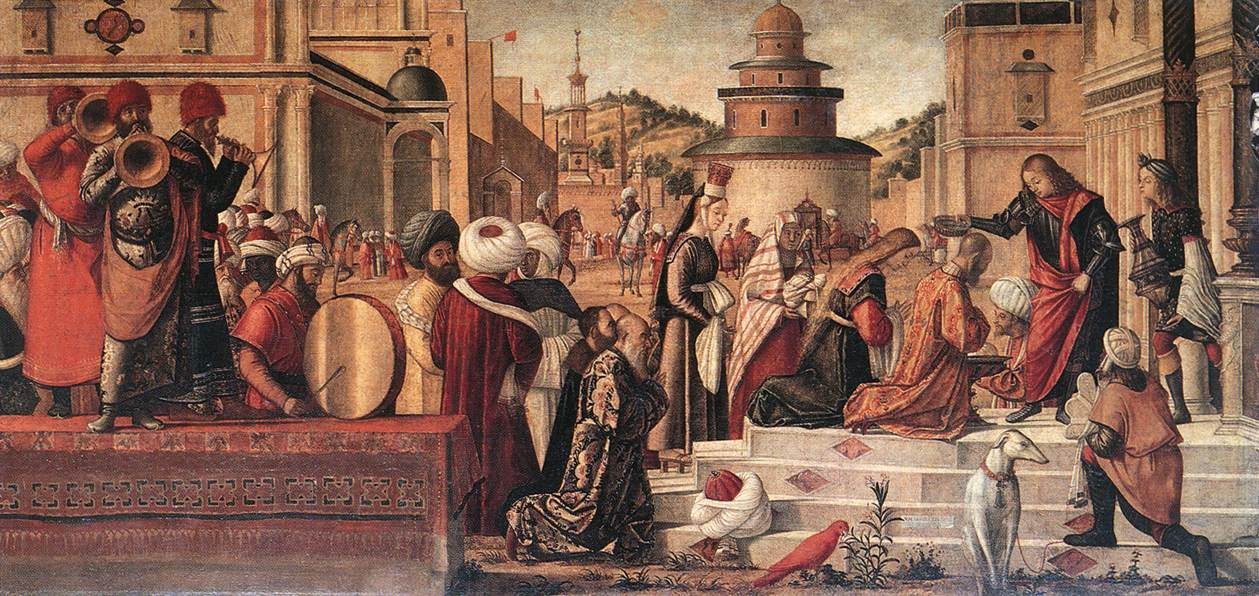
Крещение селенитов
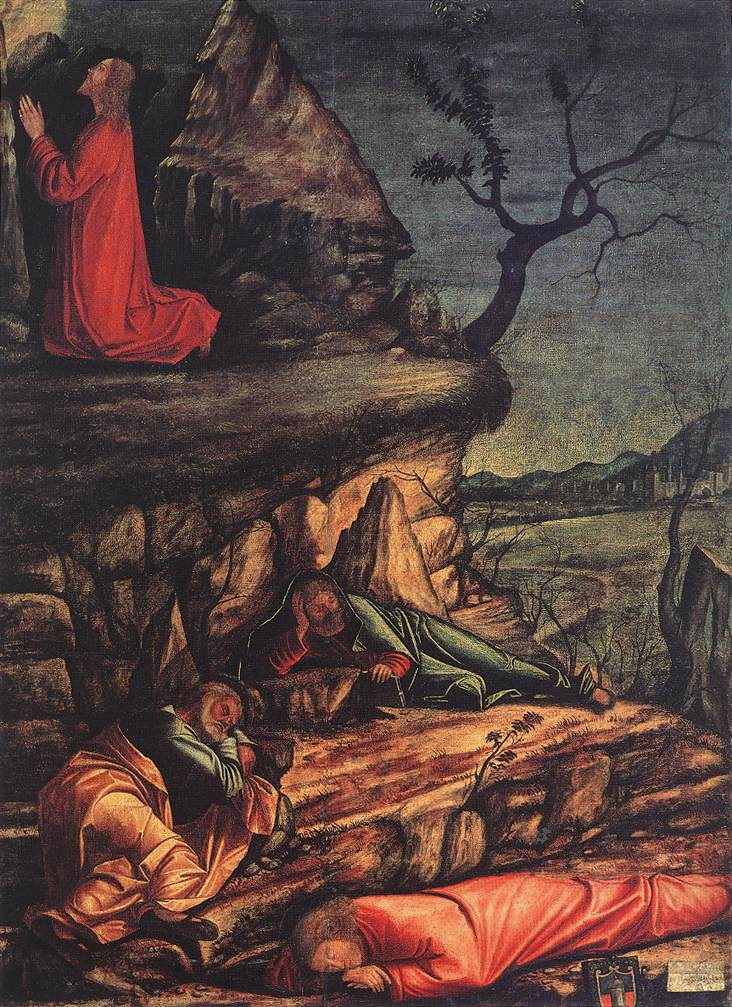
Моление в Гефсиманском саду
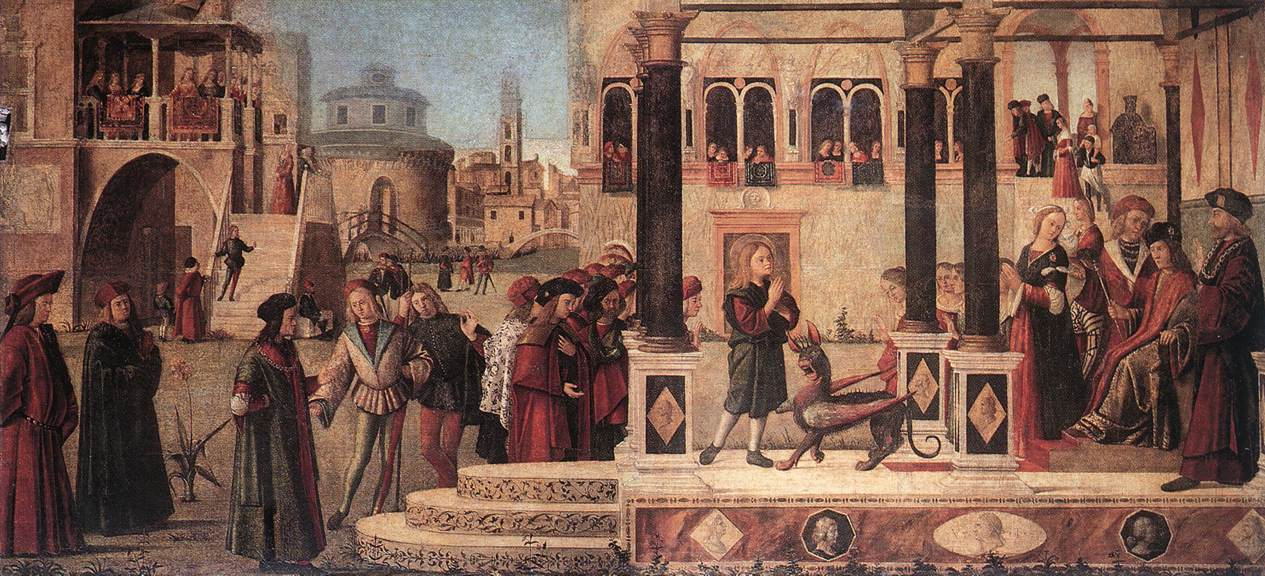
Святой Трифон изгоняет беса из дочери императора Гордиана
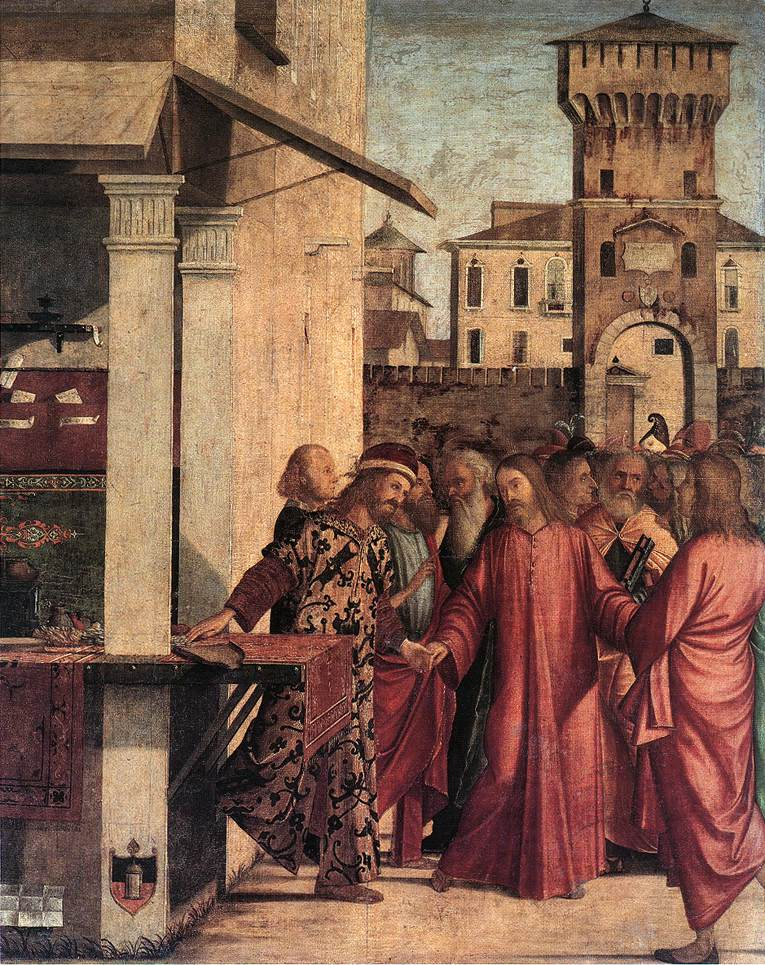
Призвание апостола Матфея